# Consejo General de Caciques de Chiloé

Bandera del Consejo General de Caciques de Chiloé.

El Consejo General de Caciques de Chiloé (en idioma mapuche: Konsejatu Chafün Williche Chilwe) es una de las principales y la más antigua organización huilliche del archipiélago de Chiloé, en la Región de Los Lagos (Chile).

## Historia
Los primeros antecedentes de organización moderna surgen en 1931, cuando se realizó la primera asamblea en contra de la subdivisión de tierras susceptibles de ser gravadas por el Estado, y luego en 1934, cuando se realizó un encuentro con los caciques osorninos José del Carmen Loncochino Guenuchipay, Luis Mañan y Fermín Lemuy Treumún. Este último lideraba una agrupación local denominada Consejo Federal de Cancha Larga, posiblemente asociada a la Federación Araucana, y era cercano al Partido Socialista de Chile, lo que contribuyó a crear el imaginario de un influjo "comunista" en los orígenes del Consejo General.
A partir de las experiencias de años anteriores, el Consejo fue fundado el 21 de julio de 1937 por las comunidades de Compu, Huequetrumao, Yaldad e Incopuyi, en la comuna de Quellón, en el sur de la Isla Grande de Chiloé. No obstante, la entidad se considera continuadora de las organizaciones históricas existentes en el periodo colonial del archipiélago, lo que se ve reforzado al estar en posesión de sus comunidades históricas los títulos realengos entregados por España antes de la incorporación de Chiloé a Chile en 1826.
Durante la década de 1930, también se creó una escuela indígena en Chadmo, donde se reintrodujo la lengua mapuche, perdida en su variante veliche a fines del siglo XIX, a partir de hablantes de chesungun provenientes de San Juan de la Costa en la Provincia de Osorno.
La organización fue refundada en 1980, cuando se eligió al poeta José Santos Lincomán como cacique mayor. Su principal objetivo fue la recuperación de las tierras entregadas a través de los títulos realengos obtenidos de España, y que el Estado chileno se habría comprometido a respetar en el Tratado de Tantauco (1826).
Desde fines del siglo XX se han formado otras organizaciones indígenas, como la Federación Huilliche, el Consejo Mayor de Caciques y Comunidades Williche y el Consejo de Comunidades Williche de Chiloé, y algunas de las comunidades que integraban el Consejo General se han unido a ellas.

## Organización
El Consejo es considerado una organización de corte tradicional, compuesta por los caciques o loncos de las comunidades, quienes a su vez eligen a un cacique o lonco mayor y a un secretario general.
En el artículo 61 de la ley indígena 19253 de 1993, se reconoció el sistema de cacicado como elemento tradicional del pueblo huilliche de la Región de Los Lagos, lo que significó la institucionalización del Consejo en 1995 como entidad adscrita a esta figura legal.
Al año 2007, la organización contaba con 32 comunidades y 15 asociaciones indígenas.
Desde el 2019 es presidida por la Lonco Mayor María Zunilda Nauto Legue, el werkén Manuel Rauque, y los asesores Ana María Olivera, abogada; y Manuel Muñoz Millalonco, antropólogo y lonco de la comunidad indígena de Nercón. Cuenta con 20 loncos y 21 comunidades indígenas.